# بيك (مصنع)
مصنع بيك للجعة (بالألمانية: Brauerei Beck) هو مصنع بيرة يقع في مدينة بريمن الألمانية. وينتج البيرة للسوق الألمانية والدولية، تحت العلامة التجارية بيكس (Beck’s). وقد تم إنتاج الجعة في المصنع اعتماداً على طريقة تخمير بيلسنر.

## المنتجات

### المنتجات الحالية
أشهر منتجات بيك والتي تباع حالياً وفقاً للموقع الرسمي للشركة:
| الصورة | اسم المنتج بالعربية        | اسم المنتج بالألمانية                 | طبيعة المنتج                                                   | نسبة الكحول | مصدر         |
| ------ | -------------------------- | ------------------------------------- | -------------------------------------------------------------- | ----------- | ------------ |
|        | بيرة بيك                   | (بالألمانية: Beck's Pils)             | جعة عادية                                                      | 5%          | [ 5 ]        |
|        | بيك الغير مفلترة           | (بالألمانية: Beck’s Unfiltered)       |                                                                | 5%          | [ 6 ]        |
|        | بيك غولد                   | (بالألمانية: Beck’s Gold)             | جعة خفيفة                                                      | 5%          |              |
|        | مشروب بيك بالليمون         | (بالألمانية: Beck’s Lemon Brew)       | يتكون من 50% جعة بيك العادية و50% ليمون مخمر                   | 2.5%        |              |
|        | بيك آيس                    | (بالألمانية: Beck’s Ice)              | بيرة مخلوطة مع الليمون والنعناع                                | 2.5%        |              |
|        | بيك بالليمون الأخضر        | (بالألمانية: Beck’s Green Lemon)      | بيرة مخلوطة مع الليمون الأخضر                                  | 2.5%        |              |
|        | بيك بالخمان الأحمر         | (بالألمانية: Beck’s Red Holunder)     | بيرة مع نبتة الخمان                                            | 2.5%        |              |
|        | بيك الأزرق                 | (بالألمانية: Beck’s Blue)             | بنفس طعم البيرة الأصلية، لكن دون كحول                          | 0.3%        |              |
|        | بيك بالليمون الأخضر (زيرو) | (بالألمانية: Beck’s Green Lemon Zero) | نفس "مشروب بيك بالليمون" لكن دون كحول                          | 0.3%        | [ 7 ]        |
|        | بريفكت درافت               | (بالألمانية: PerfectDraft)            | برميل يستعمل مع آلة من إنتاج شركة فيليبس لتبريد ومشاركة البيرة |             | [ 8 ]        |
|        | بيك دارك                   | (بالألمانية: Beck’s Dark)             | هي بيرة دانكل [الإنجليزية]                                     | 4.80%       | [ 9 ] [ 10 ] |

### المنتجات السابقة
| الصورة | اسم المنتج بالعربية | اسم المنتج بالألمانية          | طبيعة المنتج                               | نسبة الكحول | مصدر   |
| ------ | ------------------- | ------------------------------ | ------------------------------------------ | ----------- | ------ |
|        | بيك 1873 بيلسنر     | (بالألمانية: Beck's 1873 Pils) | بيرة بيلسنر                                | 6%          | [ 11 ] |
|        | بيك ريد ألي         | (بالألمانية: Beck’s Red Ale)   | بيرة حلوة المذاق قليلاً، مستوحاة من أيرلندا | 4.5%        |        |